# Грайська Вас
Грайська Вас (словен. Grajska vas) — поселення в общині Брасловче, Савинський регіон, Словенія. 
Висота над рівнем моря: 287,1 м.